# Ludwig von Hammerstein-Loxten
Pour les articles homonymes, voir Hammerstein (homonymie).

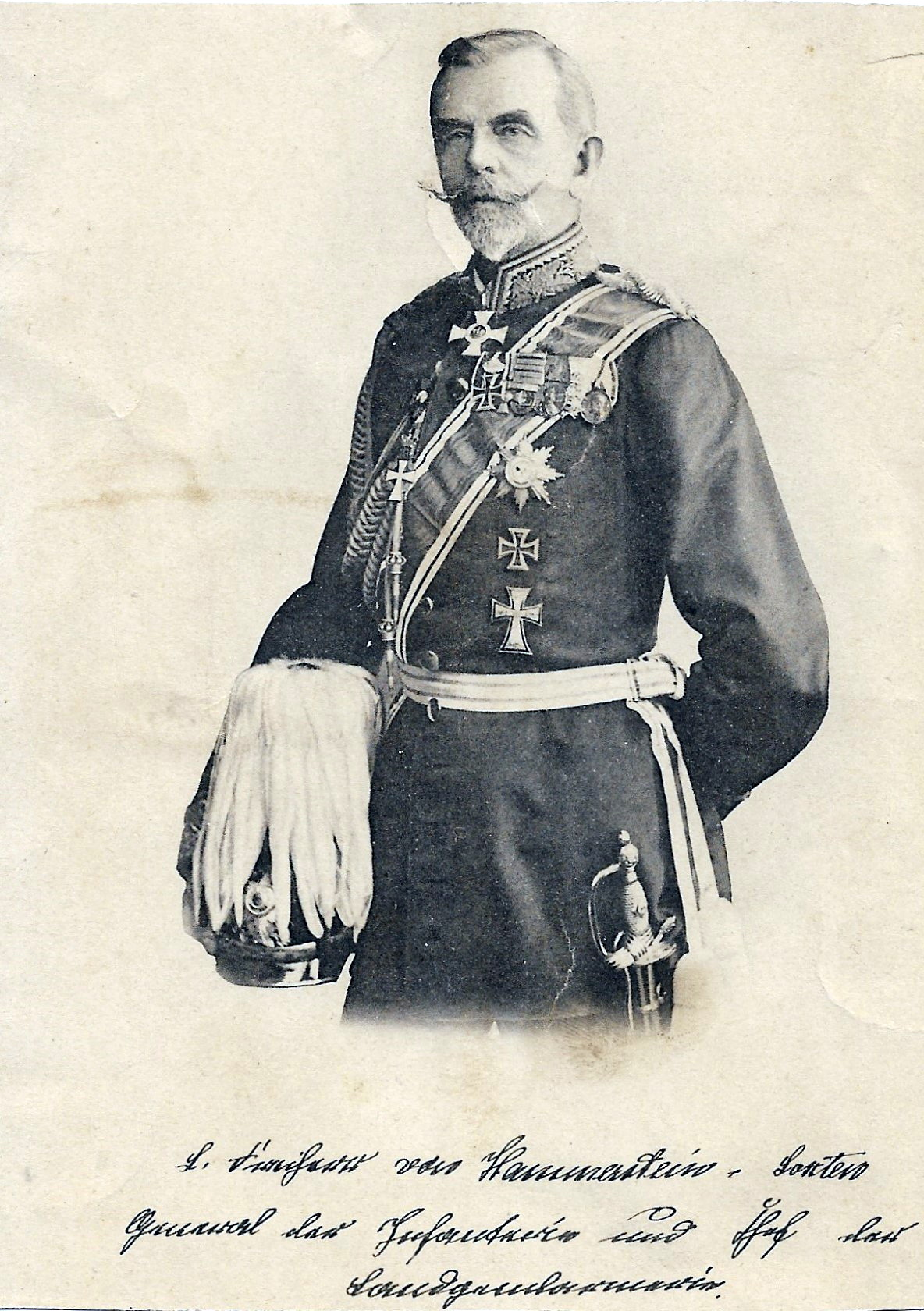

Ludwig Wilhelm Adalbert baron von Hammerstein-Loxten (né le 21 septembre 1839 à Loxten et mort le 25 août 1927 dans la même ville) est un général d'infanterie prussien.

## Biographie

### Origine
Ses parents sont le propriétaire du manoir Hermann von Hammerstein-Loxten (1801-1876) - propriétaire de Loxten, Dieck et d'autres propriétés, dont le Burgmannshof Loxter Hof à Quakenbrück - et sa femme Dorothea, née von Rössing (de) (1803-1847). Son frère Ernst (1827-1914) devient ministre prussien de l'Agriculture.

### Carrière militaire
Hammerstein intègre d'abord le corps de cadets à Hanovre et s'engage le 1er mai 1857 dans le 6e régiment d'infanterie de l'armée hanovrienne (de). En tant que sous-lieutenant, il est transféré  le 9 janvier 1858 au régiment d'Infanterie de la Garde. Là, Hammerstein est promu premier lieutenant en mai 1859, diplômé de l'académie militaire de Hanovre (de) en 1860/61, puis sert comme adjudant régimentaire. À ce titre, il participe à la bataille de Langensalza en 1866 lors de la guerre contre la Prusse.
Après l'annexion du royaume de Hanovre, Hammerstein entre le 9 mars 1867 au service prussien et est engagé dans le 8e régiment de grenadiers du Corps. Sa promotion au grade de capitaine est suivie, le 22 mars 1868, par sa nomination comme chef de la 1re compagnie. C'est en cette qualité que Hammerstein participe à la guerre contre la France en 1870/71. Il combat à Forbach-Spicheren et est légèrement blessé à Vionville. Il participe ensuite aux batailles de Saint-Privat, Beaune-la-Rolande et Orléans. Dans des combats du 3e corps d'armée près de Mazangé, Hammerstein fait particulièrement ses preuves et reçoit la croix de fer de 1re classe. Sa compagnie y subit de lourdes pertes et il est lui-même grièvement blessé.
Le 30 avril 1877, Hammerstein est promu major et en février de l'année suivante, il est promu officier d'état-major régulier, c'est-à-dire adjoint au commandant du régiment. C'est dans cette même qualité qu'il rejoint le 6 avril 1880 le 3e régiment à pied de la Garde, y opère du 1er août 1882 au 21 mars 1883 comme commandant du 2e bataillon et devient ensuite commandant du bataillon de fusiliers. Promu lieutenant-colonel le 10 mai 1884, Hammerstein est transféré le 23 septembre 1884 au 1er régiment à pied de la Garde en tant qu'officier d'état-major. À la fin de l'été 1885, il fut commandé comme observateur aux manœuvres du corps de l'armée italienne sur la rive gauche du Pô. Le 1er septembre 1887, Hammerstein est chargé du commandement du 4e régiment de grenadiers de la Garde et est nommé commandant de cette unité le 14 février 1888, avec une promotion simultanée au grade de colonel. Sous la position à la suite du régiment, Hammerstein est chargé le 11 juin 1890 du commandement de la 10e brigade d'infanterie à Francfort-sur-l'Oder. Du 12 août 1890 au 14 juillet 1893, il commande cette brigade en tant que Generalmajor. Il est ensuite promu au rang de lieutenant-général et nommé commandant de la 13e division d'infnaterie à Münster.
Le 25 août 1897, Hammerstein est mis à disposition avec la pension légale et est nommé en même temps chef de la gendarmerie d'État royale prussienne. Dans cette position, il conserve ses insignes de service actif et est maintenu sur les listes d'ancienneté. Le 27 janvier 1898, il reçoit le caractère de General der Infanterie. En 1902, Guillaume II décore Hammerstein en 1902 avec la Grand-Croix de l'ordre de l'Aigle rouge en reconnaissance de ses nombreuses années de service. En outre, il le place le 19 décembre 1903 à la suite du 4e régiment de grenadiers de la Garde. Hammerstein est relevé de son poste de chef de la gendarmerie d'État le 1er août 1904 et nommé gouverneur de la maison des Invalides. Il occupe ce poste après la fin de la Première Guerre mondiale jusqu'en 1919 puis prend sa retraite.

### Famille
Hammerstein se marie le 16 mai 1867 à Hanovre avec Marie von Hinüber (de) (1849–1919). De ce mariage naissent leurs fils Adolf (de) (1868–1939) et Ernst (né en 1871).